# Vidal Marín del Campo
Vidal Marín del Campo (Mora, Toledo, 22 de febrero de 1653 – Madrid, 10 de marzo de 1709) fue un obispo e inquisidor español.

## Biografía
Nació en Mora, Toledo, a mediados del siglo XVII. Es ordenado sacerdote el 9 de abril de 1678, licenciándose posteriormente en la Universidad de Alcalá, donde obtendrá el título de maestro de teología. 
Fue nombrado obispo de Ceuta el 13 de septiembre de 1694 y consagrado en Sevilla el 19 de diciembre por el arzobispo de la ciudad, Jaime de Palafox y Cardona, habiendo sido anteriormente inquisidor mayor de Salamanca, magistral de la catedral de Santo Domingo de la Calzada y doctrinal de la de Sevilla. Tomó posesión de la diócesis el 9 de noviembre de 1695. Los primeros años de su mandato van a ser difíciles, a causa del sitio de la ciudad por parte del sultán de Marruecos Mulay Ismail. Años más tarde, en 1704, durante la Guerra de Sucesión Española va a confrontarse con los ingleses, que se habían hecho con Gibraltar y trataban de conquistar Ceuta. Fue llamado a Madrid por Felipe V y nombrado Inquisidor general el 24 de marzo de 1705. 
Falleció en Madrid el 10 de marzo de 1709 y, tras haber sido sepultado en la iglesia madrileña de San Martín, sus restos fueron trasladados a Ceuta en 1714, y enterrados en la capilla de Nuestra Señora de África.
| Predecesor: Diego Ibáñez de Lamadrid y Bustamante | Obispo de Ceuta 1694-1709              | Sucesor: José Solvada                      |
| Predecesor: Baltasar de Mendoza y Sandoval        | Inquisidor General de España 1705-1709 | Sucesor: Antonio Ibáñez de la Riva Herrera |